# Mendel Op den Orth
Mendel Op den Orth (23 januari 1996) is een Nederlands rolstoelbasketballer. Op den Orth kwam in het seizoen 2023-2024 uit voor RSV Lahn-Dill (Wetzlar) in de Duitse competitie. Eerder speelde hij voor Only Friends (Amsterdam, 2008-2018), BSR Econy Gran Canaria (Las Palmas, 2018-2021), Metz Handisport (Metz, 2021-2022) en Dinamo Lab Sassari (Sassari, 2022-2023).
In 2016 werd Op den Orth geselecteerd voor het Nederlandse nationale team en maakte zijn debuut op een groot internationaal toernooi tijdens de Paralympische Zomerspelen 2016 in Rio de Janeiro. Met het Nederlandse team won hij goud op het Europees kampioenschap 2021 in Madrid. Op het Wereldkampioenschap rolstoelbasketbal 2022 werd hij verkozen tot Most Valuable Player (MVP) van het toernooi.
Op den Orth is geboren zonder onderbenen en was van jongs af aan gewend op prothesen te lopen en te sporten. Nadat hij het rolstoelbasketballen had ontdekt, ontwikkelde hij zich tot een makkelijk scorende center die als full-prof aan de slag kon bij verschillende Europese clubs. Naast het rolstoelbasketballen heeft Op den Orth een bachelorstudie filosofie en culturele antropologie afgerond aan de Universiteit van Amsterdam en twee masterdiploma’s (filosofie aan de Vrije Universiteit, en sociologie aan de Erasmus Universiteit Rotterdam).

## Resultaten
Nationaal team
7e Paralympische Zomerspelen 2016 in Rio de Janeiro
10e Wereldkampioenschap 2018 in Hamburg
7e Europees kampioenschap 2019 in  Wałbrzych
 Europees kampioenschap 2021 in Madrid
4e Wereldkampioenschap 2022 in Dubai
 Europees kampioenschap 2023 in Rotterdam
6e Paralympische Zomerspelen 2024 in Parijs